# Autocoder

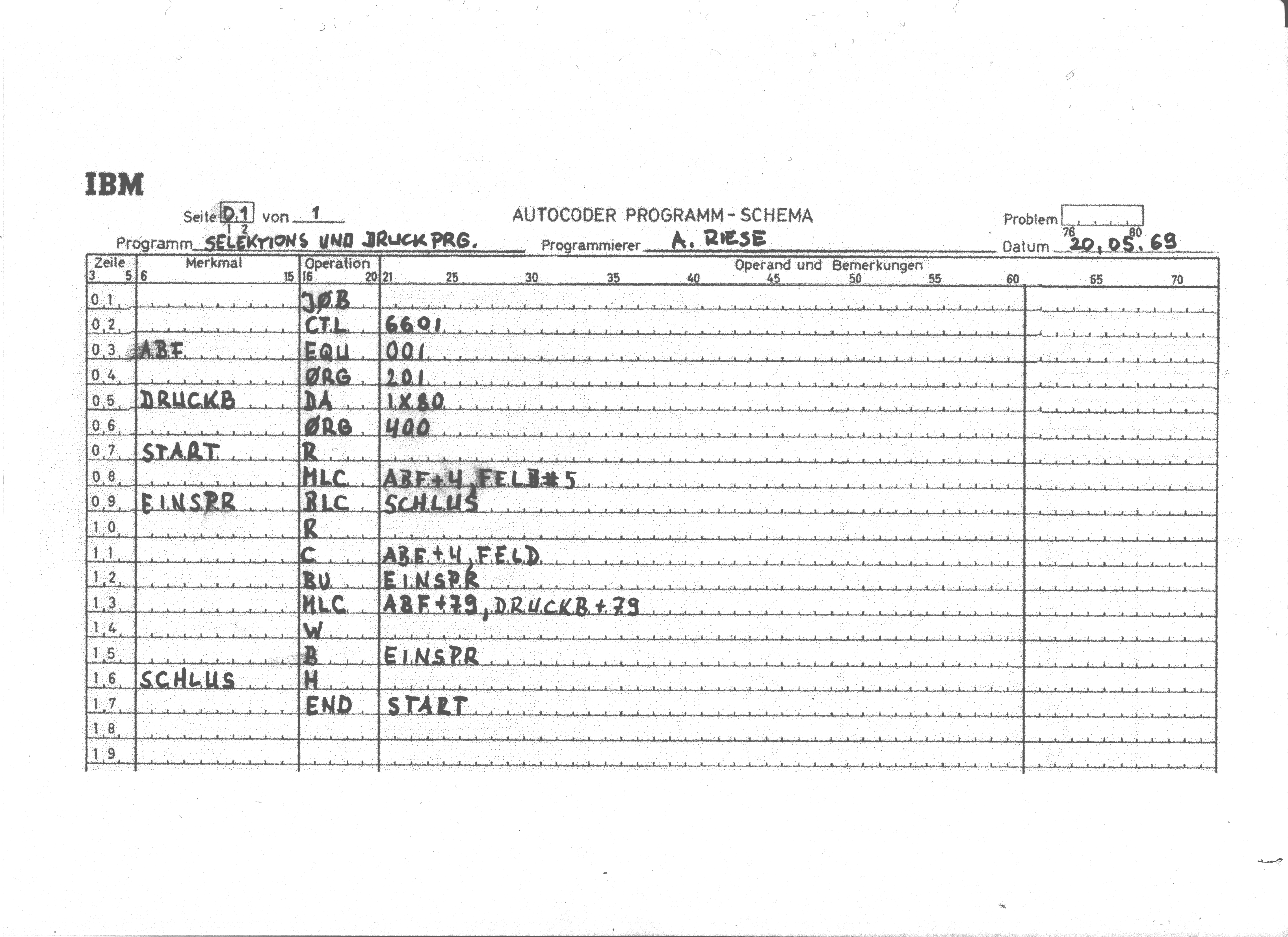
Esquema de programa do autocodificador IBM 1401/1460, programa de seleção e impressão “SELECT”.

Autocoder é qualquer de um grupo de montadores para um número de computadores IBM na década de 1950 e 1960. Os primeiros Autocoders parecem ser os primeiros montadores capazes de implementar a utilidade dos Macros.

## Terminologia
O termo autocoder deve distinguir-se de autocode, um termo da mesma época usado no RU para linguagens de alto nível. Ambos termos provem da frase automatic coding, o qual se refere geralmente a programas que rebaxavam a carga de produzir os códigos numéricos do código máquina dos programas. (O termo «Autocoding» pode ver-se ocasionalmente, e pode referir-se a qualquer tipo de sistema de programação.) Em alguns círculos «autocoder» utiliza-se de uma maneira genérica para referir-se ao que agora se chama um macro-assembler.

## História
Os primeiros Autocoders apareceram em 1955 para o IBM 702 e em 1956 para a maioria de hardware compatível IBM 705. Foram desenhados por Roy Goldfinger quem tinha trabalhado antes no montador da Universidade de Nova Iorque (NYU) NYAP. Estas máquinas, eram máquinas comerciais de longitude de palavra variável como o eram muitos dos computadores para os quais Autocoder foi lançado.
Além do 702 e o 205, também teve Autocoders para os IBM 7010, IBM 7030 (Stretch), IBM 7070, IBM 7080, e os IBM 1400 séries. Outros fabricantes criaram alguns produtos potencialmente comerciais, como NCR's «National's Electronic Autocoder Technique» (NEAT).
O Autocoder mais conhecido é o de IBM 1401, indubitavelmente devido em parte ao sucesso global dessa série de máquinas. Autocoder foi a linguagem primária deste computador e suas capacidades de Macros suportavam o uso do Sistema de controle primeiramente/Saída o qual facilitava os riscos de programação. Outro montador, Symbolic Programming System (SPS), foi o montador apresentado quando o IBM 1401 foi originalmente anunciado como um computador punched-card-only (só cartões perfurados). O SPS tinha a mesma nemotécnica mas um formato primeiramente diferente. Isto realçou a falta de características do Autocoder e se usou habitualmente em máquinas sem unidades de fita (punched-card-only) Uma cópia das fontes dos programas para o SPS-1, SPS-2 e Autocoder foi doado ao Instituto Charles Babbage da Universidade de Minnesota, por Gary Mokotoff, autor do SPS e coautor do Autocoder.